# Hannibal (film)
 For alternative betydninger, se Hannibal (flertydig). (Se også artikler, som begynder med Hannibal)
Hannibal er en amerikansk film fra 2001 og er efterfølgeren til Ondskabens Øjne (1991).

## Medvirkende
- Anthony Hopkins som Hannibal Lecter
- Julianne Moore som Clarice Starling
- Giancarlo Giannini som Rinaldo Pazzi
- Gary Oldman som Mason Verger
- Ray Liotta som Paul Krendler
- Frankie Faison som Barney
- Ennio Coltorti som Ricci
- Francesca Neri som Allegra Pazzi
- Robert Rietti som Sogliato
- Francis Guinan som Instruktørassistent Noonan